# Allen (Dakota del Sud)
Allen (in lakota: wagmíza wakpála; "torrente di mais") è un census-designated place situato all'interno della riserva indiana di Pine Ridge nella contea di Bennett nel Dakota del Sud, negli Stati Uniti, che prende il nome dalla Allen Township (civil township), di cui fa parte. Secondo il censimento del 2010, il CDP aveva una popolazione di 420 abitanti. È considerata la località più povera degli Stati Uniti. È uno dei due luoghi più vicini al polo dell'inaccessibilità nell'America settentrionale.

## Geografia fisica
Secondo l'Ufficio del censimento degli Stati Uniti, ha una superficie totale di 3,24 mi² (8,39 km²).

## Storia
Il CDP prende il nome dalla Allen Township, che a sua volta prende il nome da Charles W. Allen, il primo commerciante della città.

## Società

### Evoluzione demografica
Secondo il censimento del 2010, la popolazione era di 420 abitanti.

### Etnie e minoranze straniere
Secondo il censimento del 2010, la composizione etnica del CDP era formata dal 3,3% di bianchi, lo 0,0% di afroamericani, il 96,4% di nativi americani, lo 0,0% di asiatici, lo 0,0% di oceanici, lo 0,0% di altre etnie, e lo 0,2% di due o più etnie. Ispanici o latinos di qualunque etnia erano l'1,0% della popolazione.